# Distrito electoral federal 9 de Veracruz
El IX Distrito Electoral Federal de Veracruz es uno de los 300 distritos electorales en los que se encuentra dividido el territorio de México para la elección de diputados federales y uno de los 21 en los que se divide el Estado de Veracruz. Su cabecera es la ciudad de Coatepec.
Desde el proceso de distritación de 2005, el territorio del Distrito IX de Veracruz lo conforma la zona occidental de los alrededor de la capital estatal, Xalapa, lo forman los municipios de Acajete, Altotonga, Ayahualulco, Coatepec, Xico, Las Vigas de Ramírez, Tlacolulan, Las Minas, Perote, Tlalnehuayocan, Rafael Lucio, Tatatila, Cosautlán de Carvajal, Ixhuacán de los Reyes, Teocelo, y Villa Aldama

## Distritaciones anteriores

### Distritación 1996 - 2005
Entre 1996 y 2005 el territorio del distrito era casi idéntico al actual, formado por los mismos municipios a excepción de Coatepec, Coatzintla y Villa Aldama, siendo su cabecera era la ciudad de Perote.

## Diputados por el distrito
| Legislatura   | Periodo                                           | Diputado                       | Grupo parlamentario                  |
| ------------- | ------------------------------------------------- | ------------------------------ | ------------------------------------ |
| I             | 7 de diciembre de 1857-17 de mayo de 1861         |                                |                                      |
| II            | mayo de 1861-mayo de 1863                         |                                |                                      |
| III           | 20 de octubre de 1863-1865                        |                                |                                      |
| IV            | 5 de noviembre de 1867-14 de septiembre de 1868   |                                |                                      |
| V             | 15 de septiembre de 1869-15 de septiembre de 1871 |                                |                                      |
| VI            | 15 de septiembre de 1871-15 de septiembre de 1873 |                                |                                      |
| VII           | 15 de septiembre de 1873-15 de septiembre de 1875 |                                |                                      |
| VIII          | 15 de septiembre de 1875-22 de mayo de 1878       |                                |                                      |
| IX            | 2 de septiembre de 1878-15 de septiembre de 1880  |                                |                                      |
| X             | 16 de septiembre de 1880-15 de septiembre de 1882 |                                |                                      |
| XI            | 16 de septiembre de 1882-15 de septiembre de 1884 |                                |                                      |
| XII           | 16 de septiembre de 1884-15 de septiembre de 1886 |                                |                                      |
| XIII          | 16 de septiembre de 1886-15 de septiembre de 1888 |                                |                                      |
| XIV           | 16 de septiembre de 1888-15 de septiembre de 1890 |                                |                                      |
| XV            | 16 de septiembre de 1890-15 de septiembre de 1892 |                                |                                      |
| XVI           | 16 de septiembre de 1892-15 de septiembre de 1894 |                                |                                      |
| XVII          | 16 de septiembre de 1894-15 de septiembre de 1896 |                                |                                      |
| XVIII         | 16 de septiembre de 1896-15 de septiembre de 1898 |                                |                                      |
| XIX           | 16 de septiembre de 1898-15 de septiembre de 1900 |                                |                                      |
| XX            | 16 de septiembre de 1900-15 de septiembre de 1902 |                                |                                      |
| XXI           | 16 de septiembre de 1902-15 de septiembre de 1904 |                                |                                      |
| XXII          | 16 de septiembre de 1904-15 de septiembre de 1906 |                                |                                      |
| XXIII         | 16 de septiembre de 1906-15 de septiembre de 1908 |                                |                                      |
| XXIV          | 16 de septiembre de 1908-15 de septiembre de 1910 |                                |                                      |
| XXV           | 16 de septiembre de 1910-15 de septiembre de 1912 |                                |                                      |
| XXVI          | 16 de septiembre de 1912-10 de octubre de 1913    | Salvador Díaz Mirón            |                                      |
| XXVI (bis)    | 16 de noviembre de 1913-5 de agosto de 1914       |                                |                                      |
| Constituyente | 1 de diciembre de 1916-5 de febrero de 1917       | Alfredo Solares                |                                      |
| XXVII         | 15 de abril de 1917-31 de agosto de 1918          | Josafat F. Márquez             |                                      |
| XXVIII        | 1 de septiembre de 1918-31 de agosto de 1920      |                                |                                      |
| XXIX          | 1 de septiembre de 1920-31 de agosto de 1922      |                                |                                      |
| XXX           | 1 de septiembre de 1922-31 de agosto de 1924      | Antonio Sánchez Rebolledo      |                                      |
| XXXI          | 1 de septiembre de 1924-31 de agosto de 1926      |                                |                                      |
| XXXII         | 1 de septiembre de 1926-31 de agosto de 1928      |                                |                                      |
| XXXIII        | 1 de septiembre de 1928-31 de agosto de 1930      |                                |                                      |
| XXXIV         | 1 de septiembre de 1930-31 de agosto de 1932      |                                |                                      |
| XXXV          | 1 de septiembre de 1932-31 de agosto de 1934      |                                |                                      |
| XXXVI         | 1 de septiembre de 1934-31 de agosto de 1937      | Juan B. Sariol                 | Partido de la Revolución Mexicana    |
| XXXVII        | 1 de septiembre de 1937-31 de agosto de 1940      | Silvestre Aguilar              | Partido de la Revolución Mexicana    |
| XXXVIII       | 1 de septiembre de 1940-31 de agosto de 1943      | Gonzalo Casas Alemán           | Partido de la Revolución Mexicana    |
| XXXIX         | 1 de septiembre de 1943-31 de agosto de 1946      |                                |                                      |
| XL            | 1 de septiembre de 1946-31 de agosto de 1949      |                                |                                      |
| XLI           | 1 de septiembre de 1949-31 de agosto de 1952      |                                |                                      |
| XLII          | 1 de septiembre de 1952-31 de agosto de 1955      |                                |                                      |
| XLIII         | 1 de septiembre de 1955-31 de agosto de 1958      | Juan Malpica Mimendi           | Partido Revolucionario Institucional |
| XLIV          | 1 de septiembre de 1958-31 de agosto de 1961      | Arturo Llorente González       | Partido Revolucionario Institucional |
| XLV           | 1 de septiembre de 1961-31 de agosto de 1964      | Rubén Hernández y Hernández    | Partido Revolucionario Institucional |
| XLVI          | 1 de septiembre de 1964-31 de agosto de 1967      | Miguel Castro Elías            | Partido Revolucionario Institucional |
| XLVII         | 1 de septiembre de 1967-31 de agosto de 1970      | Daniel Sierra Rivera           | Partido Revolucionario Institucional |
| XLVIII        | 1 de septiembre de 1970-31 de agosto de 1973      | Santiago Villalvazo Márquez    | Partido Revolucionario Institucional |
| XLIX          | 1 de septiembre de 1973-31 de agosto de 1976      | Rogelio García González        | Partido Revolucionario Institucional |
| L             | 1 de septiembre de 1976-31 de agosto de 1979      | Mario Martínez Dector          | Partido Revolucionario Institucional |
| LI            | 1 de septiembre de 1979-31 de agosto de 1982      | Miguel Castro Elías            | Partido Revolucionario Institucional |
| LII           | 1 de septiembre de 1982-31 de agosto de 1985      | Daniel Sierra Rivera           | Partido Revolucionario Institucional |
| LIII          | 1 de septiembre de 1985-31 de agosto de 1988      | Sergio Roa Fernández           | Partido Revolucionario Institucional |
| LIV           | 1 de septiembre de 1988-31 de octubre de 1991     | Alberto Andrade Rodríguez      | Partido Revolucionario Institucional |
| LV            | 1 de noviembre de 1991-31 de octubre de 1994      | Isaías Rodríguez Vivas         | Partido Revolucionario Institucional |
| LVI           | 1 de noviembre de 1994-31 de agosto de 1997       | Marcelo Ramírez Ramírez        | Partido Revolucionario Institucional |
| LVII          | 1 de septiembre de 1997-31 de agosto de 2000      | Irma Chedraui Obeso            | Partido Revolucionario Institucional |
| LVIII         | 1 de septiembre de 2000-31 de agosto de 2003      | José Francisco Yunes Zorrilla  | Partido Revolucionario Institucional |
| LIX           | 1 de septiembre de 2003-31 de agosto de 2006      | Ernesto Alarcón Trujillo       | Partido Revolucionario Institucional |
| LX            | 1 de septiembre de 2006-31 de agosto de 2009      | Adolfo Mota Hernández          | Partido Revolucionario Institucional |
| LXI           | 1 de septiembre de 2009-18 de enero de 2012       | José Francisco Yunes Zorrilla  | Partido Revolucionario Institucional |
| LXI           | 1 de febrero de 2012-31 de agosto de 2012         | Aníbal Peralta Galicia         | Partido Revolucionario Institucional |
| LXII          | 1 de septiembre de 2012-7 de agosto de 2013       | Fernando Charleston Hernández  | Partido Revolucionario Institucional |
| LXII          | 21 de agosto de 2013-4 de agosto de 2014          | Ángel Abel Mavil Soto          | Partido Revolucionario Institucional |
| LXII          | 4 de agosto de 2014-31 de agosto de 2015          | Fernando Charleston Hernández  | Partido Revolucionario Institucional |
| LXIII         | 1 de septiembre de 2015-31 de agosto de 2018      | Noemí Guzmán Lagunes           | Partido Revolucionario Institucional |
| LXIV          | 1 de septiembre de 2018-31 de agosto de 2021      | Carmen Mora García             | Movimiento Regeneración Nacional     |
| LXV           | 1 de septiembre de 2021-12 de diciembre de 2023   | José Francisco Yunes Zorrilla  | Partido Revolucionario Institucional |
| LXV           | 12 de diciembre de 2023-31 de agosto de 2024      | Norma Graciela Treviño Badillo | Partido Revolucionario Institucional |
| LXVI          | 1 de septiembre de 2024-31 de agosto de 2027      | Adrián González Naveda         | Partido del Trabajo (México)         |

## Elecciones de 2021
|  | 37.99 % |

|  | 33.29 % |

|  | 3.44 % |

|  | 4.13 % |

|  | 8.13 % |

|  | 2.21 % |

|  | 2.34 % |

|  | 4.14 % |

|  | 0.05 % |

|  | 4.24 % |

|  | 100.00 % |

## Elecciones de 2009
|  | Partido Acción Nacional                        |  | Silvia Isabel Monge Villalobos |
|  | Partido Revolucionario Institucional           |  | José Francisco Yunes Zorrilla  |
|  | Partido de la Revolución Democrática           |  | José Tomás Riande Ramo         |
|  | Coalición Salvemos a México (PT, Convergencia) |  | Jorge Elías Quiroz Díaz        |
|  | Partido Verde Ecologista de México             |  | Irma Bonilla Rodríguez         |
|  | Partido Nueva Alianza                          |  | Francisca Guevara Perean       |
|  | Partido Socialdemócrata                        |  | Mario Rodríguez Montero        |